# Колон (місто)
Колон (ісп. Ciudad de Colón, висота над рівнем моря — 9м) — місто в Панамі, на атлантичному березі Панамського каналу (півострів Мансанільйо), адміністративний центр провінції Колон. Населення — 204 тис. чоловік (2000).
Колон, поряд з Панамою, є головним портом країни. Зі столицею, крім водного шляху Панамського каналу, сполучено залізницею і шосе, що прямують уздовж каналу.
Місто було засноване будівельниками першої панамської залізниці в 1850 році, що сполучало його і Панаму до будівництва каналу. Після побудови каналу місто стало швидко розвиватися.
На початок ХХІ сторіччя у місті розвинене машинобудування, нафтопереробка, харчова, текстильна, швейна, фармацевтична, поліграфічна промисловість, однак, основу економіки складає Панамський канал.
З визначних пам'яток можна відзначити форти Сан-Лоренсо і Дейвіс, а також кілька церков XIX століття і пам'ятник Христофору Колумбу, на чию честь названо місто.

## Клімат
Місто знаходиться у зоні, котра характеризується мусонним кліматом. Найтепліший місяць — квітень із середньою температурою 27.2 °C (81 °F). Найхолодніший місяць — листопад, із середньою температурою 26.1 °С (79 °F).
| Клімат Колона           | Клімат Колона | Клімат Колона | Клімат Колона | Клімат Колона | Клімат Колона | Клімат Колона | Клімат Колона | Клімат Колона | Клімат Колона | Клімат Колона | Клімат Колона | Клімат Колона | Клімат Колона |
| Показник                | Січ.          | Лют.          | Бер.          | Квіт.         | Трав.         | Черв.         | Лип.          | Серп.         | Вер.          | Жовт.         | Лист.         | Груд.         | Рік           |
| Абсолютний максимум, °C | 31            | 30            | 34            | 36            | 35            | 33            | 34            | 33            | 35            | 34            | 33            | 31            | 36            |
| Середній максимум, °C   | 28            | 28            | 29            | 30            | 30            | 30            | 29            | 29            | 30            | 30            | 28            | 28            | 29            |
| Середня температура, °C | 26            | 26            | 26            | 27            | 27            | 26            | 26            | 26            | 26            | 26            | 25            | 25            | 26            |
| Середній мінімум, °C    | 24            | 24            | 24            | 25            | 24            | 23            | 23            | 23            | 23            | 23            | 23            | 23            | 23            |
| Абсолютний мінімум, °C  | 18            | 19            | 18            | 19            | 20            | 21            | 20            | 21            | 21            | 21            | 21            | 19            | 18            |
| Норма опадів, мм        | 100           | 40            | 30            | 90            | 270           | 360           | 410           | 410           | 290           | 460           | 620           | 320           | 3460          |
| Днів з дощем            | 7             | 4             | 3             | 5             | 15            | 16            | 19            | 17            | 17            | 19            | 21            | 16            | 165           |
| Вологість повітря, %    | 79            | 78            | 77            | 79            | 86            | 87            | 88            | 88            | 87            | 88            | 89            | 85            | 84            |
| ----------------------- | ------------- | ------------- | ------------- | ------------- | ------------- | ------------- | ------------- | ------------- | ------------- | ------------- | ------------- | ------------- | ------------- |
| Джерело: Weatherbase    |               |               |               |               |               |               |               |               |               |               |               |               |               |

## Уродженці
- Хосе Фахардо (*1993) — панамський футболіст, нападник.
- Альфредо Андерсон (* 1978) — панамський футболіст.